# Rhadinichthys
Rhadinichthys is een geslacht van uitgestorven straalvinnige beenvissen van onzekere systematische positie, misschien behorend tot de Paleonisciformes. Het leefde tussen het Vroeg-Carboon en het Laat-Carboon (ongeveer 355 - 300 miljoen jaar geleden) en zijn fossiele overblijfselen zijn gevonden in Europa en Noord-Amerika.

## Naamgeving
Het geslacht Rhadinichthys werd in 1877 door Traquair benoemd om een aantal soorten uitgestorven vissen te huisvesten, ooit toegeschreven aan het geslacht Palaeoniscum. De combinatio nova is Rhadinichthys ornatissimus uit het Laat-Carboon van Schotland en Engeland, oorspronkelijk beschreven door Louis Agassiz in 1835 als Palaeoniscum ornatissimum, de typesoort  van het geslacht. De geslachtsnaam komt van het Grieks rhadinos, 'buigzaam', en ichthys, 'vis'. De soortaanduiding betekent 'de zeer geornamenteerde' in het Latijn.
Een groot aantal archaïsche beenvissen uit het Carboon werd vervolgens in het geslacht Rhadinichthys benoemd, waaronder Rhadinichthys alberti, Rhadinichthys angustulus, Rhadinichthys brevis, Rhadinichthys cairnsi, Rhadinichthys carinatus, Rhadinichthys elegantulus, Rhadinichthys macconochii, Rhadinichthys modulus, Rhadinichthys monensis, Rhadinichthys tenuicauda en Rhadinichthys wardi; de overgrote meerderheid van deze soorten behoort echter mogelijk niet tot het geslacht Rhadinichthys, aangezien de classificatie binnen dit geslacht grotendeels gebaseerd is op kenmerken die worden gedeeld met andere archaïsche beenvissen. 
Een herbeschrijving van de archaïsche actinopterygiërs door Gardiner en Schaeffer (1989), in een poging verschillende generieke groepen te identificeren, vond Rhadinichthys als een kunstmatig (parafyletisch) geslacht: bijvoorbeeld de soort Rhadinichthys canobiensis zou overeenkomen met het geslacht Australichthys, terwijl Rhadinichthys carinatus op Belichthys zou lijken; ten slotte zou de typesoort Rhadinichthys ornatissimus nauw verwant zijn aan Amblypterus en Paramblypterus.

## Beschrijving
De leden die aan dit geslacht worden toegeschreven, bezitten een vrij slank lichaam van variabele grootte, maar overschreed gewoonlijk de lengte van twintig centimeter niet. De rugvin, met een driehoekige vorm, ontstond in het achterste deel van het lichaam en de anale vin was bijna tegenovergesteld; het hoofd was vrij lang en eindigde in een stompe maar prominente snuit, met een mond in een bijna terminale positie. De staart was duidelijk verdeeld in twee lobben, waarvan de bovenste de langste was. In de schedel waren twee suborbitale botten, maar er waren geen premaxillae: deze afwezigheid manifesteerde zich door een soort inkeping in het gebied van de kaken. Ook waren er geen supraorbitale botten. De schubben waren vierkant of rechthoekig van vorm, bedekt met ganoïne en verdeeld in diagonale rijen over het hele lichaam. Alle vinnen hadden stralen die zich in het distale deel vertakten.

## Classificatie
Meer recente studies (Lund en Poplin, 1997) hebben talrijke diagnostische kenmerken voor de familie Rhadinichthyidae herkend, maar een echte herbeschrijving van de soorten die aan Rhadinichthys zijn toegeschreven, is niet uitgevoerd. In ieder geval zijn geleerden het erover eens dat Rhadinichthys een archaïsche beenvis is, waarschijnlijk behorend tot de Paleonisciformes.